# Русская почта в Монголии
Русская почта в Монголии — почтовые отделения Российской империи на территории Внешней Монголии, функционировавшие во второй половине XIX века — начале XX века в условиях отсутствия местной почтовой связи европейского образца.

## История
В 1863 году русские купцы организовали регулярную доставку в Монголию лёгкой почты (тюки с письмами, газетами и журналами весом до 1 пуда), а также тяжёлой почты (весом до 25 пудов). Российские купеческие гильдии в Кяхте, Урге и Саир-усу осуществляли почтовое сообщение по «чайному пути» через пустыню Гоби в Калган и Пекин. Русская купеческая почта сыграла прогрессивную роль в развитии почтовой связи на территории Монголии, осуществляя доставку и приём корреспонденции четыре раза в месяц для лёгкой почты и один раз в месяц для тяжёлой. Купеческая почта в Монголии действовала до 1870 года, после чего на её базе была образована государственная русская почта.
Для пересылки государственной корреспонденции в Кяхте до 1898 года было открыто пограничное почтовое отделение. Кроме того, в 1863 году в Урге начала работать российская консульская почта.
Помимо Урги, почтовые отделения русской почты были также созданы в Кобдо, Улясутае, Цзаин-Шаби (Цэцэрлэге).
В 1921 году правительство Советской России начало помогать монгольскому народу в организации почтовой связи. Вновь создаваемой монгольской почте передавались существующие почтовые отделения русской почты со всем сохранившимся оборудованием.

## Почтовые марки
До Октябрьской революции 1917 года для оплаты пересылки на корреспонденцию наклеивались почтовые марки Российской империи, а также почтовые марки, специально выпускавшиеся для русской почты в Китае.

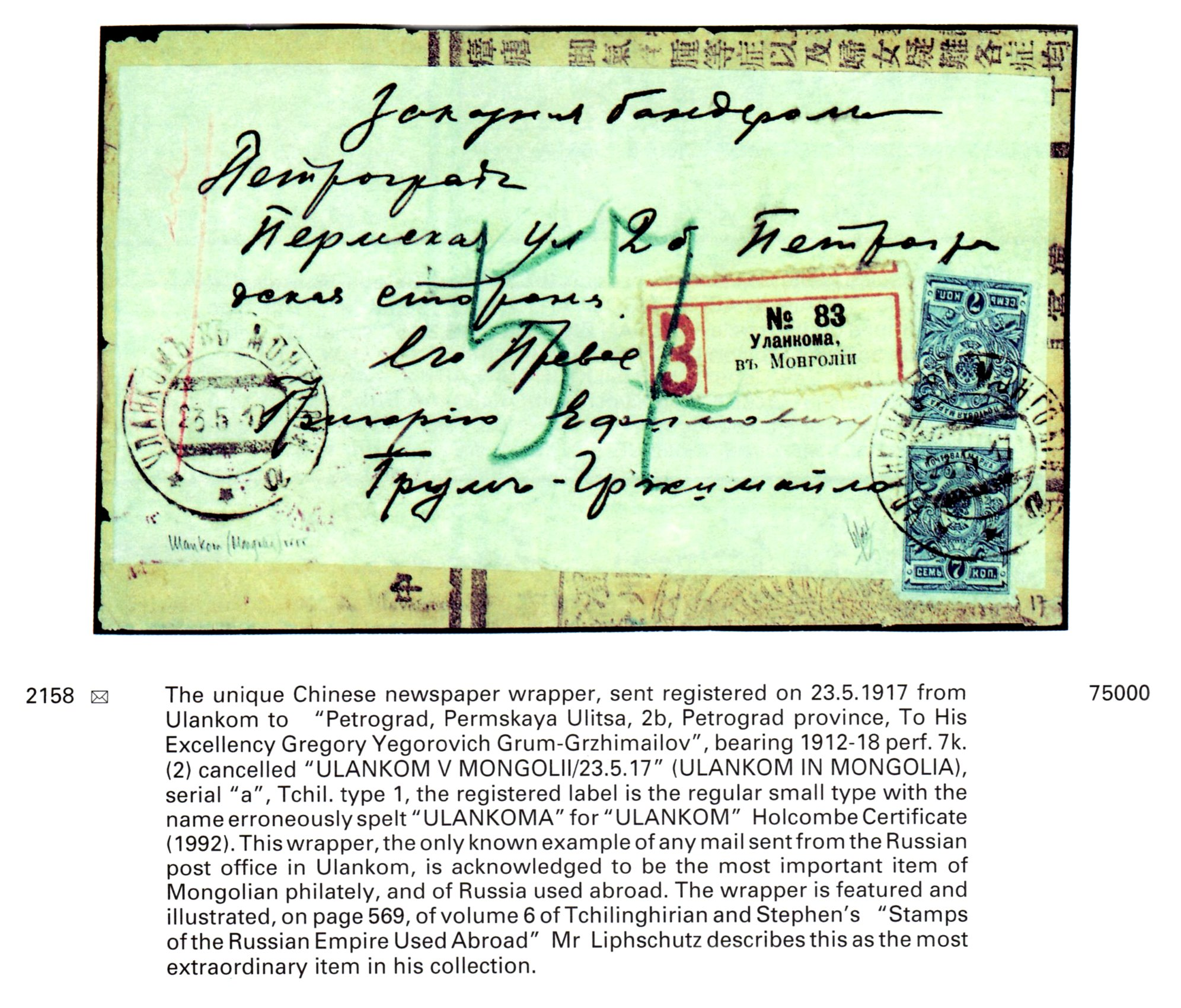
Заказная бандероль, отправленная из Уланкома в Петроград и франкированная
марками Российской империи (1917)

В переходный период, после образования в 1921 году независимого монгольского государства и до появления первых почтовых марок Монгольской Народной Республики, в этих почтовых отделениях использовались вначале почтовые марки РСФСР, а затем СССР.

## Почтовые штемпели
В почтовом отделении в Урге уже в 1879 году был в употреблении однорядный почтовый штемпель русской почты с текстом на русском языке «Урга». Там же в 1880—1890 годах применялись календарные штемпели овальной формы с надписью «Урга» и датой внутри штемпеля. Впоследствии в употребление вошли круглые штемпели с названием почтового отделения и с дополнением «…въ Монголіи» (в дореволюционной орфографии; например, «Урга въ Монголіи») по окружности и с переводной календарной датой в середине. В 1904 году в Урге отмечено использование штемпеля русской почты с надписью на французском языке.